# Rolf Wolfshohl
Rolf Wolfshohl (Keulen, 27 december 1938 – 18 september 2024) was een Duits wielrenner.
Wolfshohl overleed op 18 september 2024 op 85-jarige leeftijd.

## Palmares

### Veldrijden
| Jaar      | Klassieker  | WK    | DK     | Overige                                                       | Totaal |       |
| Elite     | Elite       | Elite | Elite  | Elite                                                         | Elite  | Elite |
| --------- | ----------- | ----- | ------ | ------------------------------------------------------------- | ------ | ----- |
| 1956-1957 |             | 7e    | Zilver |                                                               | 0      |       |
| 1957-1958 |             | ↑     | Goud   | Dommeldange, Oudenaarde                                       | 3      |       |
| 1958-1959 |             | ↑     | Goud   | Ettelbruck                                                    | 2      |       |
| 1959-1960 |             | ↑     | Goud   | Harelbeke, Mazé, Parijs, Vincennes, Köln                      | 7      |       |
| 1960-1961 | Middelkerke | ↑     | Goud   | Battel                                                        | 4      |       |
| 1961-1962 | Middelkerke |       | Goud   | Oudenaarde, Giussano                                          | 4      |       |
| 1962-1963 |             | ↑     | Goud   |                                                               | 2      |       |
| 1963-1964 |             |       |        |                                                               | 0      |       |
| 1964-1965 |             | ↑     | Goud   | Dinnigen, Berlijn, Manzé, Conflans-Sainte-Honorine, Binningen | 6      |       |
| 1965-1966 | Niel        | ↑     | Goud   | Kleineichen                                                   | 3      |       |
| 1966-1967 | Laarne      | ↑     | Goud   | Chanteloup, Berlijn, Solbiate Olona, Zolder                   | 6      |       |
| 1967-1968 |             |       | Goud   | Chanteloup, Kleineichen, Binningen                            | 4      |       |
| 1968-1969 |             | ↑     | Goud   |                                                               | 1      |       |
| 1969-1970 |             | ↑     | Goud   |                                                               | 1      |       |
| 1970-1971 |             |       |        | Conflans-Sainte-Honorine                                      | 1      |       |
| 1971-1972 |             | ↑     | Goud   | Berlijn, Hannover, Freiburg, keulen, Conflans-Sainte-Honorine | 6      |       |
| 1972-1973 |             | ↑     | Goud   | Berlijn, Magstadt, Soumagne, Mazé, Herzogenbuchsee            | 6      |       |
| 1973-1974 |             |       |        |                                                               | 0      |       |
| 1974-1975 |             | 8e    |        | Valladolid, Amorebieta                                        | 2      |       |
|           |             |       |        |                                                               |        |       |
| Totaal    | 4           | 3     | 14     | 37                                                            | 59     |       |

### Wegwielrennen

#### Overwinningen
1959
Ronde van Limburg
1960
1e etappe B Driedaagse van Antwerpen (TTT)
1962
3e en 5e etappe Euskal Bizikleta
Eindklassement Euskal Bizikleta
Criterium Guerlesquin
4e etappe B Circuit du Provence
Ardeens Weekend
Eindklassement Tour de l'Aude
6e etappe A Dauphiné Libéré
Criterium Orchies
1963
Roue d'Or Daumesnil (Koppeltijdrit)
7e etappe Parijs-Nice
Koppelwedstrijd Trédion
Criterium Plouasne
Criterium Caen
Criterium Objat
Criterium La Châtaigneraie
Criterium Riom
Criterium Saint-Georges-de-Chesné
Criterium Daumesnil
GP du Parisien
Criterium Lalinde
1965
 Eindklassement Ronde van Spanje
Criterium Saint-Laurent-des-Hommes
Criterium Cajarc
1966
Criterium Allassac
Criterium La Bouëxière
Ronde Mayennaise (TTT)
Criterium Limoges
5e etappe A Vierdaagse van Duinkerke
1967
Criterium Aix-en-Provence
15e etappe A Ronde van Spanje
15e etappe Ronde van Frankrijk
Criterium Guerlesquin
1968
Circuit des Monts du Livradois
Criterium Dachau
Criterium Vittel
Eindklassement Parijs-Nice
 Duits kampioen op de weg, elite
1969
Criterium Keulen
1970
Criterium Bourg-en-Bresse
Criterium Le Mesnilbus
Criterium Villefranche-sur-Saône
20e etappe A Ronde van Frankrijk
1971
Criterium Commentry
1972
Criterium Cannes
Criterium Dornhan
Nocturne de la Sainte Madeleine
Criterium Sindelfingen
4e etappe B Parijs-Nice (TTT)

#### Resultaten in voornaamste wedstrijden
| Jaar | Ronde van Italië | Ronde van Frankrijk | Ronde van Spanje |
| ---- | ---------------- | ------------------- | ---------------- |
| 1961 |                  |                     |                  |
| 1962 |                  | 15e                 |                  |
| 1963 |                  | opgave              |                  |
| 1964 |                  |                     |                  |
| 1965 |                  | opgave              | ↑                |
| 1966 |                  | 39e                 |                  |
| 1967 |                  | 31e (1)             | 15e (1)          |
| 1968 |                  | 6e                  |                  |
| 1969 |                  |                     | 6e               |
| 1970 |                  | 37e (1)             | opgave           |
| 1971 |                  | 71e                 | 20e              |
| 1972 |                  | 24e                 |                  |

| Jaar | Milaan-San Remo | Gent-Wevelgem | Ronde van Vlaanderen | Parijs-Roubaix | Amstel Gold Race | Luik-Bast.‑Luik | Ronde van Lombardije | Waalse Pijl | Omloop Het Volk |  | WK op de weg |  | Wereldranglijsten |
| ---- | --------------- | ------------- | -------------------- | -------------- | ---------------- | --------------- | -------------------- | ----------- | --------------- |  | ------------ |  | ----------------- |
| 1961 |                 |               |                      | 111e           |                  |                 |                      | 5e          |                 |  |              |  |                   |
| 1962 |                 |               |                      | 51e            |                  | ↑               | 22e                  | 7e          |                 |  | 4e           |  |                   |
| 1963 | ↑               | 15e           | 36e                  | 11e            |                  |                 |                      |             |                 |  |              |  | 9e (SPP)          |
| 1964 |                 | 56e           |                      |                |                  |                 |                      | 14e         |                 |  |              |  |                   |
| 1965 | 4e              |               |                      | 19e            |                  |                 | 13e                  |             | 18e             |  |              |  | 11e (SPP)         |
| 1966 |                 |               | 39e                  |                | 35e              |                 |                      | 8e          | 52e             |  |              |  |                   |
| 1967 | 29e             |               | 84e                  | 21e            |                  |                 |                      |             |                 |  | 13e          |  |                   |
| 1968 | 39e             |               |                      |                |                  |                 |                      |             | Zilver          |  |              |  | 8e (SPP)          |
| 1969 | 24e             |               |                      |                |                  |                 |                      |             |                 |  | 10e          |  |                   |
| 1970 | 6e              |               |                      |                |                  |                 |                      |             |                 |  | 12e          |  |                   |
| 1971 |                 |               | 76e                  |                |                  |                 |                      |             |                 |  |              |  |                   |
| 1972 | 5e              | 94e           | 31e                  |                | 27e              |                 |                      |             | 6e              |  |              |  |                   |

Wielerploegen van Rolf Wolfshohl
R. Altig ·
W. Altig ·
Baptista ·
Barbosa ·
De Wagheneire ·
Elena ·
Enthoven ·
Everaert ·
Fourgeaud ·
Gaudrillet ·
Geldermans ·
de Haan ·
Hoffmann ·
Howling ·
Ignolin ·
Mahé ·
Mastrotto ·
Rivière ·
Robinson ·
Saint ·
Scodeller ·
Simpson ·
Somerling ·
Thiélin ·
Varnajo ·
de Waard ·
Wolfshohl
Alomar ·
Bar ·
Beaufrère ·
Bertolo ·
Bléneau ·
Busto ·
Cerami ·
Delamain ·
Duez ·
Gaillot ·
Lach ·
Le Menn ·
Marsell ·
Meunier ·
Plaza ·
Provost ·
Rascagnères ·
Riou ·
Retrain ·
Roffet ·
Rohrbach ·
Ruby · 
Sallé ·
Schoubben ·
Thomas ·
Valdois ·
Vallée ·
Viot ·
Wolfshohl ·
Zolnowski
Bergaud ·
Camillo ·
Cartigny ·
Cauvet ·
Champion ·
A. Darrigade ·
R. Darrigade · 
De Wolf ·
Decraeye ·
A. Delort ·
F. Delort ·
Forestier ·
Gaignard ·
de Haan ·
Hugens ·
Ignolin ·
de Jongh · 
Le Hec ·
Lebaube ·
Maliepaard ·
Mastrotto ·
Nédélec ·
Niesten ·
Novak ·
Rentmeester ·
Simon ·
Simpson ·
Thiélin ·
Van Vaerenbergh ·
de Waard ·
Wolfshohl
Baele ·
Baldasseroni ·
Beaufrère ·
Bracke ·
Cerami ·
Colette ·
Daems ·
Descombin ·
Duez ·
Forestier ·
Gabard ·
Gaignard ·
Gaul ·
Giscos ·
de Haan ·
Hamon ·
Hocquaux ·
Hoevenaars ·
Impanis ·
Kunde ·
Lach ·
Le Hec ·
Le Lan ·
Le Mellec ·
Lewicki ·
Mastrotto ·
Mathy ·
Monty ·
Morn ·
Nédélec ·
Paillier ·
Rentmeester ·
Robinson ·
Rohrbach ·
Ruby · 
Schoubben ·
Scob ·
Simon ·
Simpson ·
Tymen ·
Valdois ·
Vallée ·
Vanderveken ·
Vannitsen ·
Viot ·
Walryck ·
Wolfshohl
Arze ·
Beaufrère ·
Bocquillon ·
Bölke ·
Bracke ·
Daems ·
Duez ·
Forestier ·
Gabard ·
Giscos ·
Gonzales ·
Hamon ·
Jankowski ·
Kunde ·
Le Hec ·
Le Mellec ·
Le Menn ·
Lepolard ·
Mahé ·
Mastrotto ·
Mathy ·
Mertens ·
Nédélec ·
Niel ·
Paris ·
Pingeon ·
Ruby · 
Seyve ·
Simpson ·
Valdois ·
Van Coningsloo ·
Vera ·
Wolfshohl
Aerenhouts ·
Annaert ·
Bernet ·
Bodin ·
Boudringhin ·
Brux ·
Cazala ·
Chappe ·
Cousseau ·
Dalis ·
De Middeleir ·
Gainche ·
Genet ·
Goeury ·
Hoban ·
Le Bihan ·
Le Dissez ·
Leduc ·
Marcarini ·
Melckenbeeck ·
Meriaux ·
Poulidor ·
Quéméré ·
Réaux ·
Ricou ·
Rosnarbo ·
Simon ·
Spruyt ·
Swerts · 
Van de Voorde ·
Van Schil ·
Vermeulen ·
Vignolles ·
Wasko ·
Wolfshohl
Aerenhouts ·
Bachelot ·
Bellone · 
Bodin ·
Boudringhin ·
Bourgois ·
Bouton ·
Cazala ·
Chappe ·
Cools ·
Delort ·
Elliott ·
Genet ·
Guimbard ·
Hiddinga ·
Hoban ·
Ignolin ·
Jourden ·
Laforest ·
Leduc ·
Manzano ·
Melckenbeeck ·
Poulidor ·
Poulot ·
Spruyt ·
Swerts · 
Van Schil ·
Wolfshohl
Adler ·
Aimar · 
Anquetil ·
Berland ·
Bolley ·
Campagnaro ·
Denson ·
Graczyk ·
Grain ·
Guiot ·
den Hartog ·
Jiménez ·
Leduc ·
Lemeteyer ·
Lepachelet ·
Milesi ·
Novak ·
Riotte ·
Stablinski ·
Steegmans ·
Theillière ·
Wolfshohl
Adler ·
Aimar · 
Anquetil ·
Berland ·
Bolley ·
Campagnaro ·
Denson ·
Genty ·
Ghisellini ·
Graczyk ·
Grain ·
Grosskost ·
Guillaume ·
Guiot ·
Haast ·
den Hartog ·
Head ·
Jiménez ·
Lemeteyer ·
Locatelli ·
Milesi ·
Novak ·
Pinault ·
Plent · 

Rousseau ·
Sels ·
Theillière ·
Van Neste ·
Wolfshohl · 
Wright
Aimar · 
Anquetil ·
Balagué ·
Bellone ·
Berland ·
Bolley ·
Crapez (tot 23/09) ·
Echávarri ·
Gautier ·
Genty ·
Ghisellini ·
Grosskost ·
Janssen ·
Leblanc ·
Legein ·
Novak ·
Pérez Francés ·
Pinault ·
Samyn (tot 30/08) · 
Schleck ·
Sels ·
Sohet ·
A. Vasseur ·
S. Vasseur ·
Wolfshohl · 
Wright · 
Yppersiel
Biville ·
Briend ·
Cadiou ·
Campaner ·
Chappe ·
Dupuch ·
Errandonea ·
Genet ·
Goossens ·
Grelin ·
Guimard ·
Harrison ·
Hiddinga ·
Janssens ·
Jourden ·
Labourdette ·
Matignon ·
Ménard ·
Mourioux ·
Peelman ·
Perin · 
Perurena ·
Pommier · 
Poulidor ·
Proust ·
Rabaute ·
Van Lancker ·
Van Roosbroeck ·
Wolfshohl
Cadiou ·
Chappe ·
Coquery ·
Delépine ·
Dupuch ·
Genet ·
Grelin ·
Guimard ·
Ménard ·
Moneyron ·
Mourioux ·
Peelman ·
Perin · 
Pommier (tot 31/05) · 
Poulidor ·
Proust ·
Theillière ·
Van Lancker ·
Vianen ·
Wolfshohl
- Gemeinsame Normdatei: 1078858454
- Virtual International Authority File: 131144782953401656509